# C&A

Магазин C&A в Берліні

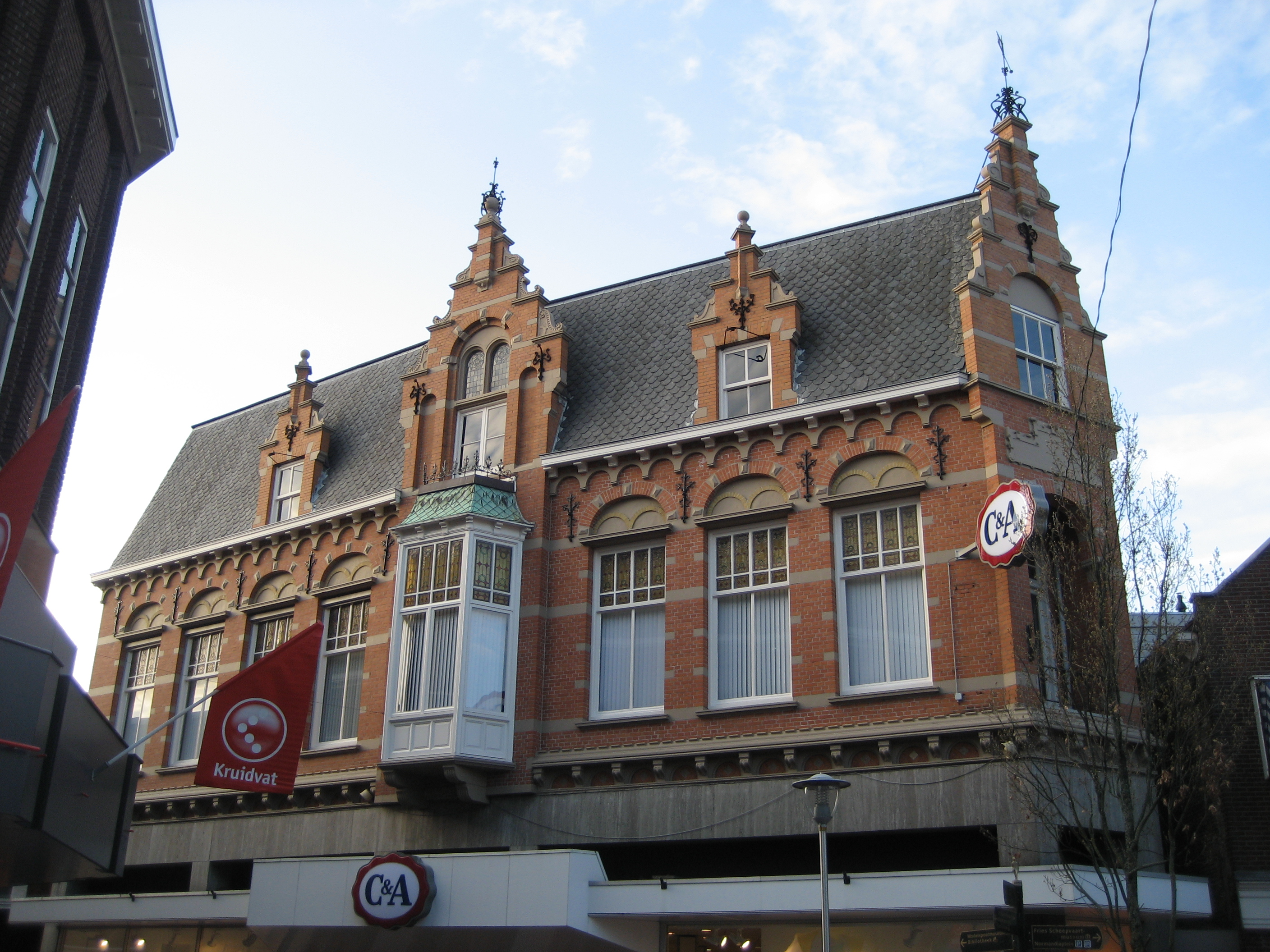
Магазин C&A (Нідерланди)

C&A — міжнародна мережа магазинів одягу. Штаб-квартира знаходиться в Вілворді, Бельгія та Дюсельдорф, Німеччина. Вона має роздрібні магазини в багатьох європейських країнах. Він обслуговує лише найбільші ринки Азії, Північної Америки та Південної Америки. Бренди C&A включають: Baby Club, Palomino, Here & there, Clockhouse, Rodeo, Canda, Yessica, Your Sixth Sense, Angelo Litroco, Westbury.

Бреннінкмеєр володіє групою C&A через швейцарську компанію Cofra Holding AG. Успіх компанії призвів до того, що родина вважалася найбагатшою серед нідерландців. Проте родина Бреннінкмеєр проживає в Женеві і Цуг, Швейцарія.

## Історія
Компанія була заснована братами Клеменсом і Августом в 1841 році як голландська текстильна компанія, яка бере на себе назву компанії з ініціалів. Вони були з німецької родини Brenninkmeyer, яка продавала білизну та текстиль з 17-го століття з рідного міста Меттінген, Німеччина.
Протягом багатьох років роздрібної торгівлі магазини з одягу C&A мали велику популярність у центрах міст у Сполученому Королівстві. C&A також відкрила магазини в ряді місць, розташованих за межами міста, особливо в магазині в Merry Hill Shopping Center в Західному Мідлендсі, який відкрився в листопаді 1989 року. Стратегія компанії з продажу бюджетного одягу з роздрібних магазинів з високим рівнем орендної плати в центрі міста зробила її вразливою до нового покоління конкурентів, що працюють в більш дешевих, позаміських місцях, включаючи Matalan.  H&M, Zara і Topshop. C&A у Сполученому Королівстві був помітним прикладом приватної компанії, котра вважала, що не зобов'язана публікувати свої фінансові звіти відповідно до закону про компанії у Великій Британії. У 2000 році C&A оголосила про свій намір вийти з британського ринку, де вона працює з 1922 року, а останні торгові магазини Великої Британії закрилися в 2001 році. Primark купив 11 магазинів C&A.
У червні 2009 року компанія вийшла з аргентинського ринку. C&A China конкурує з основними компаніями з одягу, такими як H&M та Zara.
Популярний артистка Бейонсе випустила власну лінію одягу House of Deréon у співпраці з C&A влітку 2010 року.
14 січня 2018 року  німецький журнал  Spiegel  повідомив на своєму вебсайті, що власники C&A розглядають можливість продажу компанії неназваному китайському інвестору. У заяві Cofra Holding AG сказано, що вони "залишаються повністю відданими справі успішного, майбутнього бізнесу з C&A, і тому в C&A ми приступили до програми трансформації та зростання". Не безпосередньо згадуючи про продаж, вони додають: "Триваюча трансформація C&A включає дослідження шляхів прискорення у пріоритетних галузях високого зростання, таких як Китай, ринки, що розвиваються, і цифрові, і які потенційно можуть включати партнерства та інші види додаткових зовнішніх інвестицій".

## Магазини
Кількість магазинів C&A 3 листопада 2017 року:

### Азія
- КНР 84[7]

### Європа

#### Центральна Європа
- Німеччина 467
- Австрія 124
- Швейцарія 99
- Польща 65
- Чехія 42
- Румунія 38
- Угорщина 36
- Словаччина 16
- Словенія 15

#### Північна Європа
- Естонія (opening 2019)

#### Південна Європа
- Іспанія 76
- Португалія 34
- Хорватія 20
- Італія 16
- Сербія 15

#### Західна Європа
- Франція 169
- Бельгія 138
- Нідерланди 124
- Люксембург 10

### Північна Америка
- Мексика 75

### Південна Америка
- Бразилія 297 (1976)[8]